# Kirsten Stallknecht Prisen
Kirsten Stallknecht Prisen er en pris, der blev indstiftet i 2001, opkaldt efter Kirsten Stallknecht. Prisen "uddeles hvert andet år til en sygeplejerske, der gennem brug af ytringsfriheden har gjort en indsats for at fremme en sygeplejefaglig sag". 
Hensigten med prisen er, at den skal opmuntre sygeplejersker til at ytre sig offentligt uden at frygte følgerne af at stå frem.